# Miriam Owiti
Miriam Owiti, née le 5 avril 1972 à Nairobi, est une joueuse kényane de basket-ball. 

## Biographie
Elle fait partie de l'équipe du Kenya de basket-ball féminin, avec laquelle elle participe au Championnat du monde 1994.